# Tour de France de 2012
Tour de France 2012 ou Volta da França 2012 foi a 99.ª edição do Tour de France, a mais tradicional competição ciclística realizada na França. A prova foi concebida para ser realizada com a largada em 30 de junho da cidade de Liège na Bélgica e chegada na avenida Champs-Élysées em Paris no dia 22 de julho de 2012.
Constou de 21 etapas para completar um percurso total de 3479,1 km, incluindo 101,4 km em contrarrelógio repartidos por três etapas (uma delas um prólogo), desde Liège (Bélgica) até ao clássico final em Paris.
Liège foi pela segunda vez o ponto de início do Tour, pois já o tinha sido em 2004. Tal como dessa vez, começou com um prólogo de 6 km pelo centro da cidade. Nesta ocasião, a ronda francesa percorre três etapas por terras belgas não atravessando nenhum outro país até à etapa 8 que acabou na Suíça.
Participaram 198 ciclistas, repartidos por 22 equipas, e conseguiram terminar 153.
O vencedor da corrida foi Bradley Wiggins (que venceu as duas etapas contrarrelógio). Acompanharam-no no pódio o seu companheiro de equipe Chris Froome (vencedor de uma etapa) e Vincenzo Nibali, respetivamente.
Nas classificações e prêmios secundários impuseram-se Peter Sagan (pontos, e venceu três etapas), Thomas Voeckler (montanha, e venceu duas etapas), Tejay van Garderen (jovens), RadioShack-Nissan (equipes) e Chris Anker Sørensen (combatividade). Os corredores com mais vitórias foram o mencionado Peter Sagan, André Greipel e Mark Cavendish com três vitórias cada.
O português Rui Costa, que recentemente ganhara a Volta à Suíça 2012, alcançou a sua melhor participação no Tour, em quatro presenças, terminando no 18º lugar.

## Etapas
| Etapa | Data     | Largada - Chegada                           | Km       | Tipo     | Tipo       | Vencedor                  |
| ----- | -------- | ------------------------------------------- | -------- | -------- | ---------- | ------------------------- |
| P     | 30 June  | Liège – Liège                               | 6.4 km   |          | CRI        | Fabian Cancellara         |
| 1     | 1 Julho  | Liège – Seraing                             | 198 km   |          | Plano      | Peter Sagan               |
| 2     | 2 Julho  | Visé – Tournai                              | 207.5 km |          | Plano      | Mark Cavendish            |
| 3     | 3 Julho  | Orchies – Boulogne-sur-Mer                  | 197 km   |          | Acidentado | Peter Sagan               |
| 4     | 4 Julho  | Abbeville – Rouen                           | 214.5 km |          | Plano      | André Greipel             |
| 5     | 5 Julho  | Rouen – Saint-Quentin                       | 196.5 km |          | Plano      | André Greipel             |
| 6     | 6 Julho  | Épernay – Metz                              | 207.5 km |          | Plano      | Peter Sagan               |
| 7     | 7 Julho  | Tomblaine – La Planche des Belles Filles    | 199 km   |          | Acidentado | Chris Froome              |
| 8     | 8 Julho  | Belfort – Porrentruy                        | 157.5 km |          | Acidentado | Thibaut Pinot             |
| 9     | 9 Julho  | Arc-et-Senans – Besançon                    | 41.5 km  |          | CRI        | Bradley Wiggins           |
| -     | 10 Julho | Descanso                                    | Descanso | Descanso | Descanso   | Descanso                  |
| 10    | 11 Julho | Mâcon – Bellegarde-sur-Valserine            | 194.5 km |          | Montanha   | Thomas Voeckler           |
| 11    | 12 Julho | Albertville – La Toussuire/Les Sybelles     | 148 km   |          | Montanha   | Pierre Rolland            |
| 12    | 13 Julho | Saint-Jean-de-Maurienne – Annonay/Davézieux | 226 km   |          | Acidentado | David Millar              |
| 13    | 14 Julho | Saint-Paul-Trois-Châteaux – Cap d'Agde      | 217 km   |          | Plano      | André Greipel             |
| 14    | 15 Julho | Limoux – Foix                               | 191 km   |          | Montanha   | Espanha Luis León Sánchez |
| 15    | 16 Julho | Samatan – Pau                               | 158.5 km |          | Plano      | Pierrick Fedrigo          |
| -     | 17 Julho | Descanso                                    | Descanso | Descanso | Descanso   | Descanso                  |
| 16    | 18 Julho | Pau – Bagnères-de-Luchon                    | 197 km   |          | Montanha   | Thomas Voeckler           |
| 17    | 19 Julho | Bagnères-de-Luchon – Peyragudes             | 143.5 km |          | Montanha   | Alejandro Valverde        |
| 18    | 20 Julho | Blagnac – Brive-la-Gaillarde                | 222.5 km |          | Plano      | Mark Cavendish            |
| 19    | 21 Julho | Bonneval – Chartres                         | 53.5 km  |          | CRI        | Bradley Wiggins           |
| 20    | 22 Julho | Rambouillet – Paris (Champs-Élysées)        | 120 km   |          | Plano      | Mark Cavendish            |